# 库尔兰半岛

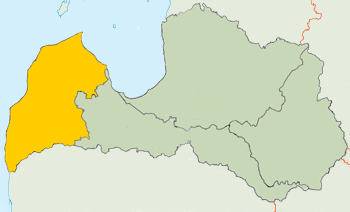
拉脱维亚地图，黄色区域为库尔兰，其北部为库尔兰半岛

库尔兰半岛是拉脱维亚西部库尔兰的一个历史文化地区。14个沿岸村庄组成了利沃尼亚人的核心地域。
该地以西为波罗的海，以北为伊尔贝海峡，以东为里加湾，涵盖了拉脱维亚西北部分。
库尔兰半岛曾是第二次世界大战期间库尔兰包围战的战场。